# Янг, Марк
Сэр Марк Эйтчисон Янг (англ. Mark Aitchison Young, кит. трад. 楊慕琦, 30 июня 1886, Британская Индия — 12 мая 1974, Уинчестер, Англия, Соединённое Королевство) — британский колониальный администратор, губернатор Гонконга в годы Второй мировой войны.

## Ранняя жизнь
Марк Янг обучался в Итоне и Королевском колледже Кембриджа, в 1909 году поступил в Цейлонскую гражданскую службу. Во время Первой мировой войны в 1915 году вступил в армию.

## Колониальная администрация
С 1923 по 1928 годы был главным заместителем Колониального секретаря Цейлона, в 1928—1930 — Колониального секретаря Сьерра-Леоне, в 1930—1933 годах был главным секретарём правительства Британского мандата в Палестине (в 1931 году исполнял обязанности Верховного комиссара Палестины), с 1933 по 1938 годы был губернатором и главнокомандующим Барбадоса, с 1938 по 1941 годы — губернатором и главнокомандующим Территории Танганьика.
10 сентября 1941 года Марк Янг стал губернатором Гонконга. 8 декабря 1941 года Гонконг был атакован японцами. Следуя прямому указанию Черчилля о том, что «следует упорно сражаться за каждую часть Острова», Янг вплоть до 18 декабря отвергал просьбы генерала Молтби и прочих военных вступить с японцами в переговоры относительно условий капитуляции. Тем не менее ситуация была безнадёжной, и 25 декабря Гонконг был сдан, началась японская оккупация Гонконга.
Янг поначалу содержался японцами в «Peninsula Hotel», потом был переведён в лагерь, находящийся в Стэнли (на южном побережье Острова). Затем он вместе с рядом других высокопоставленных военнопленных начал скитаться по другим лагерям: их перевели сначала в Шанхай, потом на Тайвань, потом в Японию, затем в лагерь в районе китайско-монгольской границе, и в итоге он оказался в лагере возле Мукдена, откуда в конце войны и был освобождён советскими войсками.
Янг был вынужден на некоторое время отправиться в Великобританию для лечения и восстановления, но с 1 мая 1946 года смог вернуться к своим обязанностям губернатора Гонконга. Он предложил провести политические реформы: чтобы жители Гонконга могли выбирать Законодательный Совет из 30 человек (эти предложения были отвергнуты впоследствии губернатором Александром Грэнтхемом). В 1947 году Марк Янг ушёл в отставку.